# Mieczysław Baszko

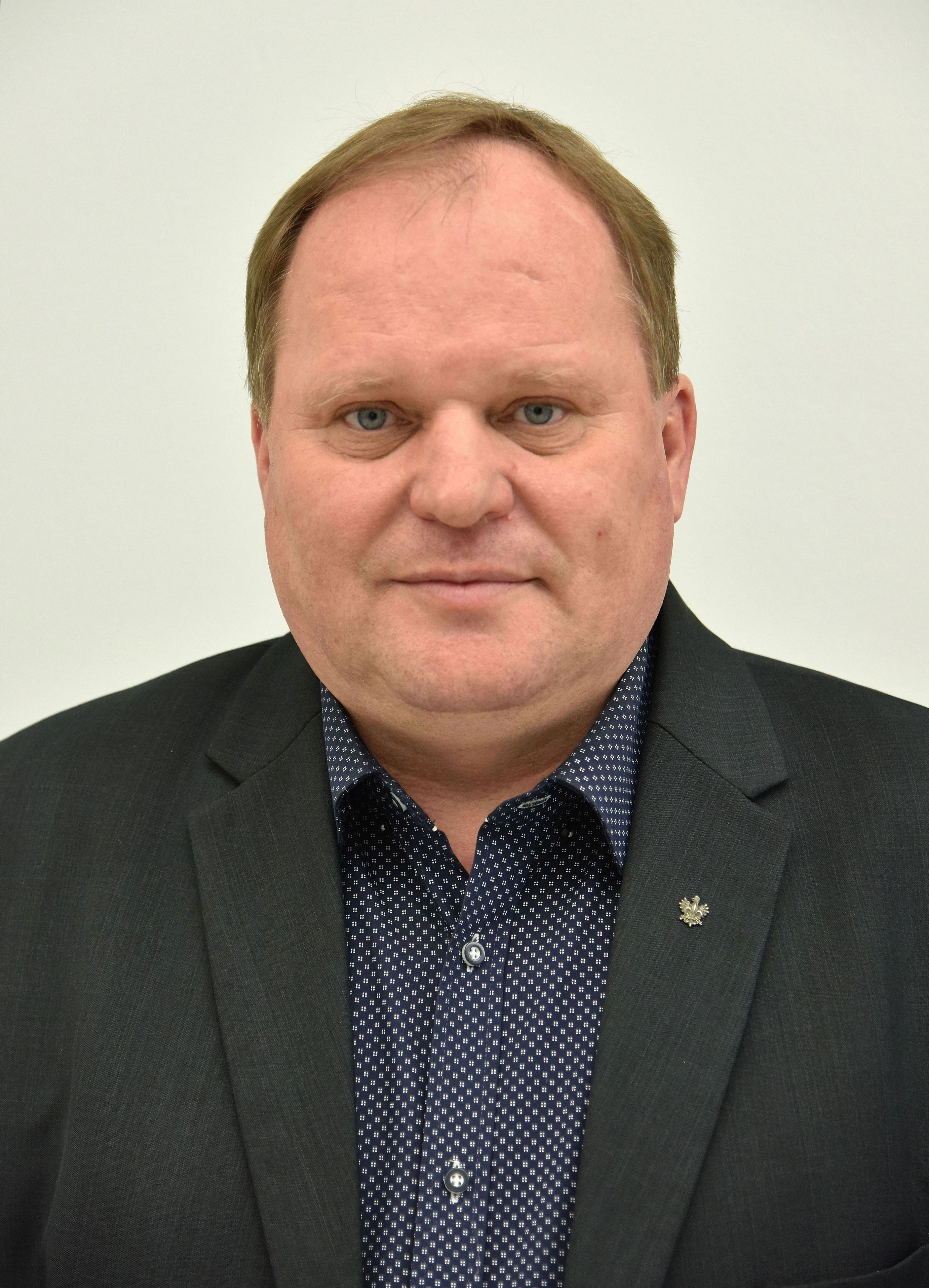
Mieczysław Baszko

Mieczysław Kazimierz Baszko (* 26. Juni 1961 in Boratyńszczyzna) ist ein polnischer Politiker (PSL, Porozumienie, PR) und Pädagoge. Er war Vorstandsmitglied und stellvertretender Vorsitzender der PSL und war 2014 bis 2015 Woiwodschaftsmarschall des Sejmik der Woiwodschaft Podlachien. Er war von 2015 bis 2023 Abgeordneter des Sejm der VIII. und IX. Legislaturperiode.

## Leben und Beruf
Baszko studierte an der Józef-Piłsudski-Sporthochschule Warschau. 1985 bis 2008 arbeitete er als Lehrer.

## Politik
Zwischen 1994 und 2002 war er des Weiteren Mitglied im Stadtrat von Sokółka und anschließend bis 2007 Mitglied im Kreistag des Landkreises Sokółka. Bereits 1996 trat er der Polskie Stronnictwo Ludowe (PSL) bei.
In den vorgezogenen Selbstverwaltungswahlen 2007 wurde Baszko Mitglied des Sejmik der Woiwodschaft Podlachien. Nach einer neuen Koalitionsvereinbarung wurde er 2008 Vorstandsmitglied des Sejmik. In den Selbstverwaltungswahlen 2010 gelang ihm der Wiedereinzug, daraufhin wurde er zum stellvertretenden Woiwodschaftsmarschall ernannt. Auch bei den Selbstverwaltungswahlen 2014 wurde er in den Sejmik wiedergewählt. Am 8. Dezember 2014 wählte man ihn zum neuen Woiwodschaftsmarschall der Woiwodschaft Podlachien. 2015 kandidierte Baszko in den Parlamentswahlen als Spitzenkandidat der PSL in der Woiwodschaft Podlachien. Er erhielt 7010 Stimmen und gewann damit ein Mandat für die VIII. Legislaturperiode des Sejm. Am 20. Januar 2018 gab er seinen Wechsel zur Porozumienie und somit der PiS-Fraktion im Parlament bekannt. Bei der Parlamentswahl 2019 wurde er auf der PiS-Liste erneut in den Sejm gewählt. Im August 2021 trat er aus der Porozumienie aus, blieb aber Mitglied der PiS-Fraktion und trat der Partia Republikańska bei. Bei der Parlamentswahl 2023 wurde er nicht wiedergewählt. Bei den Selbstverwaltungswahlen 2024 wurde er erneut in den Kreistag des Powiat Sokólski gewählt.

## Ehrungen
- 1997 Bronzenes Verdienstkreuz der Republik Polen[11]
- 2012 Silbernes Verdienstkreuz der Republik Polen[12]